# マーティン・フリーマン
マーティン・ジョン・クリストファー・フリーマン（英: Martin John Christopher Freeman, 1971年9月8日 - ）は、イングランド出身の俳優。

## 人物
代表作には、シットコム・モキュメンタリー『The Office』（英国オリジナル版）で演じたティム・カンタベリー、ドラマ『SHERLOCK』で演じたジョン・ワトスン、ピーター・ジャクソン監督の『ホビット』映画三部作で演じたビルボ・バギンズ、ダークコメディ・クライムドラマ『FARGO/ファーゴ』で演じたレスター・ナイガードなどが挙げられる。
他にも、ロマンチック・コメディ『ラブ・アクチュアリー』（2003年）、コミックSF映画『銀河ヒッチハイク・ガイド』（2005年）、半即興のコメディ『マーティン・フリーマンのスクール・オブ・ミュージカル』（2009年）、コメディスリー・フレーバー・コルネット3部作、中でもSFコメディ『ワールズ・エンド 酔っぱらいが世界を救う!』（2013年） などへ出演している。
エミー賞、英国アカデミー賞、エンパイア賞をそれぞれ1度受賞しているほか、エミー賞とBAFTA賞には2回、サターン賞とゴールデングローブ賞には各1回のノミネート歴がある。

## 俳優になるまで
フリーマンはハンプシャー・オールダーショットで、5人の子供の末っ子として生まれた。母フィロメナ（旧姓ノリス、英: Philomena Norris）と、父で海軍士官のジェフリー・フリーマン（英: Geoffrey Freeman）は、彼が子供の頃に離婚した。両親の離婚後、家族はオールダーショットからロンドン郊外のテディントンへと引っ越した。父ジェフリーは彼が10歳の時に心臓発作により亡くなった。イングランド国教会が主流派のイギリスにおいて、フリーマンはローマ・カトリックの信者として育った。フリーマンは、信仰の道は単純ではないものの、宗教が心の奥底で自分自身に影響を与えているとしている。
子供の頃は喘息持ちであり、腰の手術を受けたこともある。スカッシュが得意であり、9歳から14歳までイギリスのジュニアの代表チームに所属していた。フリーマンはサリー州チャートシーのサレジオ・スクール (Salesian School, Chertsey) に通った後、ブルックランズ・カレッジでメディアについて学んだ。
兄ティムはフレイザー・コーラスのメンバーとして活動していたほか、もうひとりの兄ジェイミーもミュージシャンとして活動している。コメディアンのベン・ノリスはいとこである。

## 活動歴
フリーマンは15歳の時にあるユース・シアター・グループに参加したが、17歳になるまで俳優業を生業にしようという自信は持てなかった。またセントラル・スクール・オブ・スピーチ・アンド・ドラマに通ったが、ナショナル・シアターでの活動に参加するため退学した。2001年から始まったドラマ『The Office』で演じたティム・カンタベリー (Tim Canterbury) 役で一躍有名になったが、自身は2004年のインタビューで、「[あの役は自分の俳優としてのキャリアに]長い影を落としている」と述べている。またシットコム "Hardware" (en) に出演したほか、2002年の『アリ・G』、2003年の『ラブ・アクチュアリー』など、この時期に複数の映画に出演している。2005年の『銀河ヒッチハイク・ガイド』では主役のアーサー・デントを演じた。
コメディ作品中心に出演していたフリーマンだが、よりシリアスでドラマティックな役を演じるようになり、2003年にBBCが放送した歴史ドラマ "Charles II: The Power and The Passion" (en) ではシャフツベリ卿役を演じた。また "This Life" (en) 第2シーズン第1話にもごくわずか出演した。BBCのテレビシリーズ "The Robinsons" (en) では主演を務め、更にシットコム "Black Books" (en) の第1話にカメオ出演している。2007年には、ギャヴィン・クラクストン脚本・監督の "The All Together"" (en) 、ビル・ケンライトの劇場作品『笑の大学』The Last Laugh に出演した。ロックバンド、フェイス・ノー・モアによる『ジョーク』"I Started a Joke" のカバー作品では、ミュージックビデオに登場している。2009年5月には、ITVで放送された全4話のコメディ・ドラマ『ボーイ・ミーツ・ガール』で主演した。この作品は不意に互いの体が交換されてしまった、ヴェロニカとダニーの生活を描くものである。
BBCで放送中の、シャーロック・ホームズシリーズの舞台を現代に移したドラマ『SHERLOCK』では、ジョン・ワトスン役を演じている。初回の『ピンク色の研究』は2010年7月25日に放送され、歓迎的な批評を受けた。この作品でフリーマンは、2011年の英国アカデミー賞テレビ部門助演男優賞を獲得したほか、プライムタイム・エミー賞限定シリーズ及び映画部門助演男優賞 (for Outstanding Supporting Actor in a Limited Series or a Movie) にノミネートされている。
ピーター・ジャクソンによる映画『ホビット』3部作では、主役のビルボ・バギンズを演じた。シリーズ第1作の『ホビット 思いがけない冒険』では、フリーマンの演技に対しMTVムービー・アワード2013ベスト・ヒーロー賞、第18回エンパイア賞最優秀男優賞 が贈られている。
フリーマンは、サイモン・ペッグとエドガー・ライトによるコメディ映画、スリー・フレーバー・コルネット3部作全てに出演している。『ショーン・オブ・ザ・デッド』ではイヴォンヌのボーイフレンド、デクランとして台詞の無い役、『ホット・ファズ -俺たちスーパーポリスメン!-』ではスコットランドヤードの巡査部長としてカメオ出演している。2013年に放映された3部作の最終作、『ワールズ・エンド 酔っぱらいが世界を救う!』ではメインキャストの1人、オリヴァー・チェンバレンを演じた。2013年10月5日には、ユニバーシティ・カレッジ・ダブリンのリテラリー・アンド・ヒストリカル・ソサエティ (en) から、彼の名前が付いたフェローシップ（名誉会員権）が贈られた。2014年4月には、ダークコメディ・犯罪ドラマ『FARGO/ファーゴ』で、保険セールスマンのレスター・ナイガード (Lester Nygaard) を演じた。2014年7月にトラファルガー・スタジオズで開演した、シェイクスピアの『リチャード三世』ではタイトルロールを演じた。
2015年には、BBCのテレビ映画『アイヒマン・ショー/歴史を映した男たち』に出演し、プロデューサーのミルトン・フルックマン（英: Milton Fruchtman）役を演じた。この映画は、ブラックリストにも登録されたテレビ監督レオ・ハーウィッツらによる、1961年に行われたナチス・ドイツの戦犯アドルフ・アイヒマン裁判撮影の奮闘記である。この映画には、実際の裁判の映像が挿入されている。デイリー・テレグラフ紙は、この映画について「完全に虜（）にされる」（英: "absolutely enthralling"）と評した。この映画は2016年4月に日本公開された。また2016年春に公開された『シビル・ウォー/キャプテン・アメリカ』ではエヴェレット・ロスを演じた。

## 私生活
フリーマンはハートフォードシャーに家を構え、2000年に放送されたチャンネル4のドラマ "Men Only" で知り合って以来のパートナー、アマンダ・アビントンと共に暮らしていた。2人の間には、2006年に生まれたジョー（英: Joe）、2008年に生まれたグレース（英: Grace）の2人の子供がいる。2人は『SHERLOCK』、"Swinging with the Finkels" (en) 、"The Debt"、"The Robinsons" (en) 、"The All Together" (en) などで共演している。長らく事実婚の状態が続いていたとされるカップルであるが、フリーマンは2014年のインタビューで、実際に入籍していることを匂わせつつも言葉を濁している。また2016年12月には、フリーマン・アビントン双方が別々のインタビューで、長いパートナー生活に終止符を打ち、円満に別離したことを発表した。アビントンとの別離後は、カムデン区ベルサイズ・パークに居住している。
2009年8月19日に放送された "Who Do You Think You Are?"では、自身の父方の祖父で医師のレナード・フリーマン（英: Leonard Freeman）が、ダンケルクの戦い（第二次世界大戦初期の撤退作戦）の数日前に殺害されたことが分かった。また、レナードの父（フリーマンの曾祖父）リチャードは、盲目のピアノ調律師で、聖アンドリュー教会 (ウエスト・ターリング)のオルガニストを務め、後にキングストン・アポン・ハルで音楽教師をしていたことが判明している。
フリーマン自身はベジタリアンである。自身の信仰については悩み続けており、「信仰と自分との関係は決して簡単なものじゃないんだ」("my relationship with my belief has never been easy.") と語っている。一方で、これらの葛藤はさておき、カトリックへの帰依は損なわれていないと話している。2011年には、ニュージーランド・クライストチャーチに大きな被害をもたらしたカンタベリー地震の被害者へ募金を集めるため、クリケットのチャリティ・マッチにゲスト・アンパイアとして参加している。2015年には、労働党の政見放送 (Party political broadcast) に登場し、同年5月に行われた2015年イギリス総選挙に先だって、労働党支持を表明している。
左利きである。

## フィルモグラフィ

### 長編映画
| 年   | 題名                                                                                     | 役名                         | 備考                                        | 吹き替え              |
| ---- | ---------------------------------------------------------------------------------------- | ---------------------------- | ------------------------------------------- | --------------------- |
| 2000 | The Low Down                                                                             | ソロモン                     |                                             | N/A                   |
| 2001 | Fancy Dress                                                                              | 海賊                         | N/A                                         |                       |
| 2002 | アリ・G Ali G Indahouse                                                                  | リッキー・C                  |                                             |                       |
| 2003 | ラブ・アクチュアリー Love Actually                                                       | ジョン（ジャック）           | 成田剣                                      |                       |
| 2004 | ショーン・オブ・ザ・デッド Shaun of the Dead                                             | デクラン                     | カメオ出演                                  |                       |
| 2005 | 銀河ヒッチハイク・ガイド The Hitchhiker's Guide to the Galaxy                            | アーサー・デント             |                                             | 中村大樹              |
| 2006 | コンフェッティ 仰天!結婚コンテスト Confetti                                              | マット・ノリス               | 成田剣                                      |                       |
| 2006 | こわれゆく世界の中で Breaking and Entering                                               | サンディ・ホフマン           | 村治学                                      |                       |
| 2007 | デディケーション（原題） Dedication                                                      | ジェレミー                   | N/A                                         |                       |
| 2007 | 恋愛上手になるために The Good Night                                                      | ゲイリー・シャラー           | （吹き替え版なし）                          |                       |
| 2007 | ホット・ファズ -俺たちスーパーポリスメン!- Hot Fuzz                                      | スコットランドヤード巡査部長 | 後藤敦                                      |                       |
| 2007 | ジ・オール・トゥギャザー（原題） The All Together                                        | クリス・アシュワース         | N/A                                         |                       |
| 2007 | レンブラントの夜警 Nightwatching                                                         | レンブラント                 | 内田直哉                                    |                       |
| 2008 | レンブラントの告発 〜名画「夜警」に隠された31の秘密〜 Rembrandt's J'Accuse...!           | レンブラント                 | ドキュメンタリー                            |                       |
| 2009 | マーティン・フリーマンのスクール・オブ・ミュージカル Nativity!                           | ポール・マッデンズ           |                                             | 大塚智則              |
| 2009 | スウィンギング・ウィズ・ザ・フィンケルズ（原題） Swinging with the Finkels               | アルヴィン・フィンケル       | N/A                                         |                       |
| 2010 | ターゲット Wild Target                                                                   | ヘクター・ディクソン         | 日本劇場未公開                              | TBA                   |
| 2011 | 運命の元カレ What's Your Number?                                                         | サイモン                     |                                             | TBA                   |
| 2012 | ザ・パイレーツ! バンド・オブ・ミスフィッツ The Pirates! In an Adventure with Scientists! | スカーフを巻いた海賊         | 声の出演 別題：The Pirates! Band of Misfits | （吹き替え版なし）    |
| 2012 | Animals                                                                                  | アルバート                   |                                             | N/A                   |
| 2012 | ホビット 思いがけない冒険 The Hobbit: An Unexpected Journey                              | ビルボ・バギンズ             | 森川智之                                    |                       |
| 2013 | ワールズ・エンド 酔っぱらいが世界を救う! The World's End                                 | オリヴァー・チェンバレン     | いずみ尚                                    |                       |
| 2013 | スヴェンガリ（原題） Svengali                                                            | ドン                         | N/A                                         |                       |
| 2013 | サンタを救え!〜クリスマス大作戦〜 Saving Santa                                           | バーナード・D・エルフ        | 声の出演                                    | 林勇                  |
| 2013 | ホビット 竜に奪われた王国 The Hobbit: The Desolation of Smaug                            | ビルボ・バギンズ             |                                             | 森川智之              |
| 2014 | ホビット 決戦のゆくえ The Hobbit: The Battle of the Five Armies                          | ビルボ・バギンズ             | 森川智之                                    |                       |
| 2016 | アメリカン・レポーター Whiskey Tango Foxtrot                                             | イアン・マッケルピー         | 森川智之                                    |                       |
| 2016 | シビル・ウォー/キャプテン・アメリカ Captain America: Civil War                           | エヴェレット・ロス           | 森川智之                                    |                       |
| 2017 | ゴースト・ストーリーズ 英国幽霊奇談 Ghost Stories                                        | マイク・プリドル             | 森川智之                                    |                       |
| 2017 | カーゴ Cargo                                                                             | アンディ                     | 森川智之                                    | Netflixオリジナル作品 |
| 2018 | ブラックパンサー Black Panther                                                           | エヴェレット・ロス           | 森川智之                                    |                       |
| 2019 | ザ・オペラティブ The Operative                                                           | トーマス                     | 庄司然                                      |                       |
| 2019 | 世界一不幸せなボクの初恋 Ode to Joy                                                      | チャーリー                   | （吹き替え版なし）                          |                       |
| 2020 | クリスマス・キャロル A Christmas Carol                                                   | Bob Cratchit                 | 声の出演                                    | N/A                   |
| 2022 | ブラックパンサー/ワカンダ・フォーエバー Black Panther: Wakanda Forever                   | エヴェレット・ロス           |                                             | 森川智之              |

### 短編映画
| 年   | 題名                                                 | 役名                   | 備考   |
| ---- | ---------------------------------------------------- | ---------------------- | ------ |
| 1998 | I Just Want to Kiss You                              | フランク               |        |
| 2001 | Round About Five                                     | 男                     |        |
| 2004 | Blake's Junction 7                                   | ヴィラ                 |        |
| 2004 | 着信履歴 Call Register                               | ケヴィン               | [ 56 ] |
| 2007 | Lonely Hearts                                        | 豚                     |        |
| 2007 | Rubbish                                              | ケヴィン               |        |
| 2010 | The Girl is Mime                                     | クライヴ・バックル     | [ 57 ] |
| 2013 | ミスター・ヴォーマン The Voorman Problem             | ウィリアムズ博士       |        |
| 2015 | ミッドナイト・オブ・マイ・ライフ Midnight of My Life | スティーヴ・マリオット | [ 58 ] |

### テレビ
| 年        | 題名                                                                  | 役名                         | 備考                                                                                   | 吹替               |
| --------- | --------------------------------------------------------------------- | ---------------------------- | -------------------------------------------------------------------------------------- | ------------------ |
| 1997      | ザ・ビル（原題） The Bill                                             | クレイグ・パーネル           | エピソード： "Mantrap"                                                                 | N/A                |
| 1997      | ディス・ライフ（原題） This Life                                      | ステュアート                 | エピソード： "Last Tango in Southwark"                                                 | N/A                |
| 1998      | カジュアルティ（原題） Casualty                                       | リッキー・ベック             | エピソード："She Loved the Rain"                                                       | N/A                |
| 1998      | Picking up the Pieces                                                 | ブレンダン                   | エピソード："1.7"                                                                      | N/A                |
| 1999      | Exhaust                                                               | 車の所有者                   |                                                                                        | N/A                |
| 2000      | ブルーザー（原題） Bruiser                                            | 複数役                       | 6話出演                                                                                | N/A                |
| 2000      | Lock, Stock... (en)                                                   | ジャープ                     | 2話出演、映画『ロック、ストック&トゥー・スモーキング・バレルズ』のリメイク作品         | N/A                |
| 2000      | ブラック・ブックス（原題） Black Books                                | 医師                         | エピソード："Cooking the Books"                                                        | N/A                |
| 2001      | ワールド・オブ・パブ World of Pub                                     | 複数役                       | 5話出演                                                                                | N/A                |
| 2001      | Men Only                                                              | ジェイミー                   | テレビ映画                                                                             | N/A                |
| 2001-2003 | The Office                                                            | ティム・カンタベリー         | 14話出演                                                                               | （吹き替え版なし） |
| 2002      | Helen West                                                            | ストーン巡査                 | 3話出演                                                                                | N/A                |
| 2002      | リンダ・グリーン Linda Green                                          | マット                       | エピソード："Easy Come, Easy Go"                                                       | N/A                |
| 2003      | Charles II: The Power and The Passion (en)                            | シャフツベリ卿               | ミニシリーズ                                                                           | N/A                |
| 2003      | The Debt                                                              | テリー・ロス                 | テレビ映画                                                                             | N/A                |
| 2003      | マージェリー・アンド・グラディス（原題） Margery and Gladys           | D・S・ストリンガー           | テレビ映画                                                                             | N/A                |
| 2003-2004 | ハードウェア（原題） Hardware                                         | マイク                       | 12話出演                                                                               | N/A                |
| 2004      | サバンナ スピリット 〜ライオンたちの物語〜 Pride                      | フレック                     | テレビ映画                                                                             | 遠藤純一           |
| 2005      | ザ・ロビンソンズ（原題） The Robinsons                                | エド・ロビンソン             | 6話出演                                                                                | N/A                |
| 2007      | コメディ・ショーケース（原題） Comedy Showcase                        | グレッグ・ウィルソン         | エピソード："Other People"                                                             | N/A                |
| 2007      | ザ・オールド・キュリオシティ・ショップ（原題） The Old Curiosity Shop | コドリン氏                   | テレビ映画、チャールズ・ディケンズの『骨董屋』を映像化                                 | N/A                |
| 2008      | When Were We Funniest? (en)                                           | 本人役                       | 4話出演                                                                                | N/A                |
| 2009      | ボーイ・ミーツ・ガール Boy Meets Girl                                 | ダニー・リード               | ミニシリーズ                                                                           | （吹き替え版なし） |
| 2009      | マイクロ・メン（原題） Micro Men                                      | クリス・カリー               | テレビ映画                                                                             | N/A                |
| 2010-2017 | SHERLOCK（シャーロック） Sherlock                                     | ジョン・ワトソン             |                                                                                        | 森川智之           |
| 2014      | FARGO/ファーゴ Fargo                                                  | レスター・ナイガード         | シーズン1 (en) 、全10話出演                                                            | 森川智之           |
| 2014      | サタデー・ナイト・ライブ Saturday Night Live                          | 司会                         | Episode: "Martin Freeman/Charli XCX"                                                   | N/A                |
| 2015      | アイヒマン・ショー/歴史を映した男たち The Eichmann Show               | ミルトン・フルックマン       | テレビ映画 (BBC) 、日本では2016年4月24日に劇場公開                                     | 森川智之           |
| 2015      | FARGO/ファーゴ Fargo                                                  | ナレーター                   | 声の出演 シーズン2 (en) 、話名：「城」"The Castle"                                     |                    |
| 2015      | トースト・オブ・ロンドン（原題） Toast of London                      | 本人役                       | エピソード："Global Warming"                                                           | N/A                |
| 2015      | こえだのとうさん Stick Man                                            | こえだのとうさん             | 声の出演。ジュリア・ドナルドソン原作、アクセル・シェフラー原画の同名作品をテレビで翻案 | 川田紳司           |
| 2016-2017 | STARTUP スタートアップ Start Up                                       | フィル・ラスク               | ソニー系制作局クラックルオリジナル作品                                                 | 小森創介           |
| 2017      | カーニッジ（原題） Carnage                                            | ジェフ                       | テレビ映画                                                                             | N/A                |
| 2018      | To Provide All People                                                 | コンサルタント循環器科医     | テレビ映画                                                                             | N/A                |
| 2019      | 刑事ファルチャー 失踪捜査 A Confession                                | スティーヴ・ファルチャー警視 | 全6話出演                                                                              | （吹き替え版なし） |
| 2020      | Breeders                                                              | ポール                       | 製作総指揮も兼任                                                                       | N/A                |
| 2022      | レスポンダー 夜に堕ちた警官 The Responder                             | クリス・カーソン             | 全6話出演                                                                              | （吹き替え版なし） |
| 2022      | Angelyne                                                              | Harold Wallach               |                                                                                        | N/A                |
| 2023      | シークレット・インベージョン Secret Invasion                          | エヴェレット・ロス           | Disney+オリジナルドラマ                                                                | 森川智之           |

## 舞台作品の出演歴
| 年   | 題名                                        | 役名                     | 備考                                           |
| ---- | ------------------------------------------- | ------------------------ | ---------------------------------------------- |
| 2007 | The Last Laugh / 笑の大学 The Last Laugh    | 劇作家                   | 三谷幸喜の作品『笑の大学』の舞台化             |
| 2010 | クライボーン・パーク（原題） Crybourne Park |                          |                                                |
| 2014 | リチャード三世 King Richard III             | リチャード3世            |                                                |
| 2017 | レイバー・オブ・ラブ（原題） Labour of Love | デイヴィッド・ライオンズ | 2017年にジェイムズ・グレアムが書いた戯曲       |
| 2019 | 料理昇降機 The Dumb Waiter                  | Gus                      | 1957年に書かれたハロルド・ピンターによる一幕劇 |

## 受賞とノミネート歴
（訳）は、日本語での正式名称が不明であり、賞名や部門名を直訳したことを示す。
| 年   | 題名                                                                                | 賞名 | 部門 | 結果       |
| ---- | ----------------------------------------------------------------------------------- | --- | --- | ---------- |
| 2002 | The Office                                                                          | ブリティッシュ・コメディ・アワード British Comedy Awards                                                         | 最優秀コメディ男優賞 Best Comedy Actor | ノミネート |
| 2004 | The Office クリスマススペシャル (en)                                                | 英国アカデミー賞テレビ部門 British Academy Television Awards                                                     | 最優秀コメディ・パフォーマンス賞 Best Comedy Performance                                                                                  | ノミネート |
| 2004 | The Office クリスマススペシャル (en)                                                | ブリティッシュ・コメディ・アワード British Comedy Awards                                                         | 最優秀テレビ・コメディ男優賞 Best TV Comedy Actor                                                                                         | ノミネート |
| 2004 | ラブ・アクチュアリー Love Actually                                                  | Phoenix Film Critics Society                                                                                     | 最優秀キャスト賞 Best Cast | ノミネート |
| 2004 | ラブ・アクチュアリー Love Actually                                                  | Washington DC Area Film Critics Association Award                                                                | 最優秀助演俳優賞 Best Ensemble Cast | 受賞       |
| 2004 | ラブ・アクチュアリー Love Actually                                                  | 放送映画批評家協会賞 Critics' Choice Movie Awards                                                                | 最優秀助演俳優賞 Best Acting Ensemble | ノミネート |
| 2004 | Hardware (en)                                                                       | ローズ・ドール Rose d'Or                                                                                         | 最優秀コメディ男優賞 Best Male Comedy Performance                                                                                         | 受賞       |
| 2011 | SHERLOCK（シャーロック） Sherlock                                                   | 英国アカデミー賞テレビ部門 BAFTAs                                                                                | 最優秀助演男優賞 | 受賞       |
| 2012 | SHERLOCK（シャーロック） Sherlock                                                   | 英国アカデミー賞テレビ部門 BAFTAs                                                                                | 最優秀助演男優賞 | ノミネート |
| 2012 | SHERLOCK（シャーロック） 「ベルグレービアの醜聞」 Sherlock "A Scandal in Belgravia" | プライムタイム・エミー賞 Primetime Emmy Award                                                                    | 限定シリーズ及び映画部門助演男優賞（訳） (en) Outstanding Supporting Actor in a Miniseries or a Movie                                     | ノミネート |
| 2012 | SHERLOCK（シャーロック） 「ベルグレービアの醜聞」 Sherlock "A Scandal in Belgravia" | ゴールド・ダービー・テレビ賞 Gold Derby TV Awards                                                                | テレビ映画・ミニシリーズ助演男優賞 TV Movie/Miniseries Supporting Actor                                                                   | 受賞       |
| 2012 | SHERLOCK（シャーロック） Sherlock                                                   | クライム・スリラー・アワード Crime Thriller Awards                                                               | 最優秀助演男優賞 Best Supporting Actor | 受賞       |
| 2012 | SHERLOCK（シャーロック） Sherlock                                                   | Online Film Critics' Awards                                                                                      | モーション・ピクチャ及びミニシリーズ部門最優秀助演男優賞 Best Supporting Actor in a Motion Picture or Miniseries                          | ノミネート |
| 2012 | SHERLOCK（シャーロック） Sherlock                                                   | PAAFTJ賞 PAAFTJ Awards                                                                                           | ミニシリーズ及びテレビ映画部門最優秀キャスト賞 Best Cast in a Miniseries or TV Movie                                                      | 受賞       |
| 2012 | SHERLOCK（シャーロック） Sherlock                                                   | PAAFTJ賞 PAAFTJ Awards                                                                                           | ミニシリーズ及びテレビ映画部門最優秀助演男優賞 Best Supporting Actor in a Miniseries or TV Movie                                          | ノミネート |
| 2012 | SHERLOCK（シャーロック） Sherlock                                                   | Tumblr・テレビ・アワード Tumblr TV Awards                                                                        | テレビショー部門「最も熱い」男性キャラクター賞（訳） Hottest Male Character in a TV Show                                                  | ノミネート |
| 2012 | SHERLOCK（シャーロック） Sherlock                                                   | Tumblr・テレビ・アワード Tumblr TV Awards                                                                        | ドラマシリーズ部門最優秀助演男優賞 Outstanding Supporting Actor in a Drama Series                                                         | 受賞       |
| 2012 | SHERLOCK（シャーロック） Sherlock                                                   | Tumblr・テレビ・アワード Tumblr TV Awards                                                                        | テレビシリーズ部門最優秀男性キャラクター賞 Best Male Character in a TV Series                                                             | ノミネート |
| 2012 | SHERLOCK（シャーロック） Sherlock                                                   | Tumblr・テレビ・アワード Tumblr TV Awards                                                                        | テレビショー部門最優秀キャスト賞 Best Cast in a TV Show                                                                                   | 受賞       |
| 2012 | ホビット 思いがけない冒険 The Hobbit: An Unexpected Journey                         | トータル・フィルムホットリスト・アワード Total Film Hotlist Awards                                               | 最も熱い男優賞（訳） Hottest Actor | ノミネート |
| 2013 | ホビット 思いがけない冒険 The Hobbit: An Unexpected Journey                         | エンパイア賞 Empire Awards                                                                                       | 最優秀男優賞 Best Actor | 受賞       |
| 2013 | ホビット 思いがけない冒険 The Hobbit: An Unexpected Journey                         | サターン賞 Saturn Award                                                                                          | サターン主演男優賞 Best Actor | ノミネート |
| 2013 | ホビット 思いがけない冒険 The Hobbit: An Unexpected Journey                         | MTVムービー・アワード2013 MTV Movie Awards                                                                       | 恐怖演技賞 Best Scared-as-S**t Performance                                                                                                | ノミネート |
| 2013 | ホビット 思いがけない冒険 The Hobbit: An Unexpected Journey                         | MTVムービー・アワード2013 MTV Movie Awards                                                                       | ベスト・ヒーロー賞 Best Hero | 受賞       |
| 2013 | ホビット 思いがけない冒険 The Hobbit: An Unexpected Journey                         | SFX Awards | 最優秀男優賞 Best Actor | ノミネート |
| 2013 | ホビット 思いがけない冒険 The Hobbit: An Unexpected Journey                         | ショートTV賞 Shorts Awards                                                                                       | ビジョナリー・アクター Visionary Actor | 受賞       |
| 2013 | ホビット 思いがけない冒険 The Hobbit: An Unexpected Journey                         | New Zealand Movie Awards                                                                                         | ヒーロー・オブ・ザ・イヤー Hero of the Year                                                                                               | ノミネート |
| 2013 | ホビット 思いがけない冒険 The Hobbit: An Unexpected Journey                         | Constellation Awards (en)                                                                                        | SF映画・テレビ映画・ミニシリーズ部門最優秀男優賞2012（訳） Best Male Performance In A 2012 Science Fiction Film, TV Movie, Or Mini-Series | ノミネート |
| 2013 | ホビット 思いがけない冒険 The Hobbit: An Unexpected Journey                         | Tumblr・ムービー・アワード Tumblr Movie Awards                                                                   | 最優秀主演男優賞 Best Leading Actor | ノミネート |
| 2013 | ホビット 思いがけない冒険 The Hobbit: An Unexpected Journey                         | Tumblr・ムービー・アワード Tumblr Movie Awards                                                                   | 最優秀船賞（訳） Best Ship | ノミネート |
| 2013 | ホビット 思いがけない冒険 The Hobbit: An Unexpected Journey                         | Online Film Critics' Awards                                                                                      | 最も映画的瞬間（訳） Most Cinematic Moment                                                                                                | ノミネート |
| 2013 | ホビット 思いがけない冒険 The Hobbit: An Unexpected Journey                         | ステラ賞 Stella Awards                                                                                           | 最優秀主演男優賞 Best Actor in a Leading Role                                                                                             | 受賞       |
| 2013 | ワールズ・エンド 酔っぱらいが世界を救う! The World's End                            | Alternative End of Year Film Awards                                                                              | 最優秀助演キャスト賞 Best Ensemble Cast                                                                                                   | 受賞       |
| 2014 | ホビット 竜に奪われた王国 The Hobbit: The Desolation of Smaug                       | エンパイア賞 Empire Awards                                                                                       | 最優秀男優賞 Best Actor | ノミネート |
| 2014 | ホビット 竜に奪われた王国 The Hobbit: The Desolation of Smaug                       | MTVムービー・アワード MTV Movie Awards                                                                           | ベスト・ヒーロー賞 Best Hero | ノミネート |
| 2014 | ホビット 竜に奪われた王国 The Hobbit: The Desolation of Smaug                       | Constellation Awards                                                                                             | SF映画・テレビ映画・ミニシリーズ部門最優秀男優賞2013（訳） Best Male Performance In A 2013 Science Fiction Film, TV Movie, Or Mini-Series | 2位        |
| 2014 | ホビット 竜に奪われた王国 The Hobbit: The Desolation of Smaug                       | YouReviewers Awards                                                                                              | ベスト・ヒーロー賞 Best Hero | ノミネート |
| 2014 | ホビット 竜に奪われた王国 The Hobbit: The Desolation of Smaug                       | ステラ賞 Stella Awards                                                                                           | 最優秀主演男優賞 Best Actor in a Leading Role                                                                                             | 受賞       |
| 2014 | ホビット 竜に奪われた王国 The Hobbit: The Desolation of Smaug                       | Online Film Critics' Awards                                                                                      | 最も映画的瞬間（訳） Most Cinematic Moment                                                                                                | ノミネート |
| 2014 | ホビット 竜に奪われた王国 The Hobbit: The Desolation of Smaug                       | CinEuphoria Awards                                                                                               | 最優秀助演 Best Ensemble | ノミネート |
| 2014 | FARGO/ファーゴ Fargo                                                                | Critics' Choice Television Awards (en)                                                                           | Best Actor in a Movie or Mini-Series | ノミネート |
| 2014 | FARGO/ファーゴ Fargo                                                                | プライムタイム・エミー賞 Primetime Emmy Awards                                                                   | ミニシリーズ及び映画部門最優秀主演男優賞（訳） (en) Outstanding Lead Actor in a Miniseries or a Movie                                     | ノミネート |
| 2014 | FARGO/ファーゴ Fargo                                                                | Online Film Critics' Awards                                                                                      | モーション・ピクチャ及びミニシリーズ部門最優秀男優賞 Best Actor in a Motion Picture or Miniseries                                         | ノミネート |
| 2014 | FARGO/ファーゴ Fargo                                                                | Online Film Critics' Awards                                                                                      | モーション・ピクチャ及びミニシリーズ部門最優秀助演賞 Best Ensemble in a Motion Picture or Miniseries                                      | ノミネート |
| 2014 | FARGO/ファーゴ Fargo                                                                | ゴールデングローブ賞 Golden Globe Award                                                                          | 男優賞 (ミニシリーズ・テレビ映画部門) Best Actor – Miniseries or Television Film                                                          | ノミネート |
| 2014 | FARGO/ファーゴ Fargo                                                                | クライム・スリラー・アワード Crime Thriller Awards                                                               | 最優秀男優賞 Best Actor | ノミネート |
| 2014 | SHERLOCK（シャーロック） Sherlock                                                   | クライム・スリラー・アワード Crime Thriller Awards                                                               | 最優秀男優賞 Best Actor | ノミネート |
| 2014 | Critics' Choice Television Awards                                                   | 映画・ミニシリーズ部門最優秀助演男優賞 Best Supporting Actor in a Movie or Mini-Series                           | ノミネート |            |
| 2014 | プライムタイム・エミー賞 Primetime Emmy Awards                                      | 限定シリーズ及び映画部門助演男優賞（訳） (en) Outstanding Supporting Actor in a Miniseries or a Movie            | 受賞 |            |
| 2014 | Online Film Critics' Awards                                                         | モーション・ピクチャ及びミニシリーズ部門最優秀助演男優賞 Best Supporting Actor in a Motion Picture or Miniseries | ノミネート |            |
| 2014 | Online Film Critics' Awards                                                         | モーション・ピクチャ及びミニシリーズ部門最優秀助演Best Ensemble in a Motion Picture or Miniseries                | ノミネート |            |
| 2015 | ホビット 決戦のゆくえ The Hobbit: The Battle of Five Armies                         | MTVムービー・アワード MTV Movie Awards                                                                           | ベスト・ヒーロー賞 Best Hero | ノミネート |
| 2015 | ホビット 決戦のゆくえ The Hobbit: The Battle of Five Armies                         | Favorite British Artists of the Year                                                                             | モーション・ピクチャ部門フェイバリット・アクター Favourite Actor in a Motion Picture                                                      | ノミネート |
| 2015 | FARGO/ファーゴ Fargo                                                                | Favorite British Artists of the Year                                                                             | テレビシリーズ部門フェイバリット・アクター Favourite Actor in a Television Series                                                         | ノミネート |
| 2015 | リチャード三世 Richard III                                                          | The Mousetrap Awards                                                                                             | 最優秀男優賞 Best Male Performancer | 受賞       |
| 2016 | Stick Man                                                                           | 英国アニメーション賞（訳） British Animation Awards                                                              | 最優秀吹替賞（訳） Best Voice Performance                                                                                                 | 受賞       |

## 日本語吹き替え
『SHERLOCK（シャーロック）』以降、森川智之が大半の作品で担当しており、「フリーマンの日本語吹き替え声優としておなじみ」と評されるほどに定着している。
森川は「マーティンの演技はとても重厚で、本格派の芝居をします。作品ごとに全く違った顔を見せてくるので、毎回吹き替えの作業はとても楽しみです。（中略）毎回期待以上のパフォーマンスを私たちに見せてくれるので、誰もがその魅力のとりこになるのではないでしょうか。私もその一人です」と、マーティンの演技を称賛している。
このほかにも、成田剣、小森創介、中村大樹、いずみ尚なども声を当てている。